# Mesoleptus trepidus
Mesoleptus trepidus là một loài tò vò trong họ Ichneumonidae.